# Albrecht von Urach

Wappen der Familie von Urach

Albrecht Fürst von Urach (* 18. Oktober 1903 in Hanau; † 11. Dezember 1969 in Stuttgart) war ein deutscher Adeliger, Künstler und Kriegsautor, Fotojournalist und Diplomat.

## Herkunft
Albrecht Fürst von Urach wurde am 18. Oktober 1903 in Hanau geboren. Er verstarb am 11. Dezember 1969 in Stuttgart und wurde in Waldenburg begraben. Er war der dritte Sohn von Wilhelm Herzog von Urach, einem deutschen General im Ersten Weltkrieg, und Amalie Herzogin von Urach geb. Herzogin in Bayern, einer Nichte von Kaiserin Elisabeth von Österreich.
Der Familiensitz war das Schloss Lichtenstein.

## Jugend und Studium
Albrecht besuchte das Karlsgymnasium in Stuttgart und machte dort 1922 Abitur. Er legte eine umfangreiche Sammlung von Zeitungsartikeln, Flugblättern, Sonderausgaben und Extrablättern zu Kriegsereignissen an, darunter ist eine Darstellung russischer Herkunft Kaiser Wilhelms II. als Teufel und Menschenfeind.
Schon in seiner Jugend war sein künstlerisches Talent zu erkennen. Es lässt sich anhand der Werke, die von 1907 bis 1920 entstanden sind, seine künstlerische Entwicklung zeigen. Diese Werke, Aquarelle, Zeichnungen und Karikaturen, sind noch vorhanden und liegen im Landesarchiv Baden-Württemberg (Stuttgart). Weitere Materialien aus seiner Schulzeit sind in Form eines Tagebuchs über eine Badereise mit seiner Mutter nach Bad Tölz, sowie Briefwechsel mit Familienangehörigen und mit der Schriftstellerin Tony Schumacher (Antonie von Baur-Breitenfeld) und eine Sammlung von Ansichtskarten.
Seit dem Ende der 1920er Jahre arbeitete er als Maler und Journalist und unternahm Studienreisen in Europa und in Ostasien. 1924 begann er sein Studium an der Stuttgarter Akademie der Bildenden Künste, unter anderem bei Christian Landenberger (1862–1927) und Arnold Waldschmidt (1873–1958), welche beide durch ihren naturalistischen Expressionismus bekannt waren. Von 1927 bis 1930 studierte er an der Académie de la Grande Chaumière in Paris.

## Leben und Wirken
Urach beteiligte sich an verschiedenen Kunstausstellungen, darunter die 1927 stattfindende Jubiläums-Ausstellung des Württembergischen Kunstvereins. 1930 bis 1932 stellte er seine Werke in der Leicester und Redfern Galerie aus, sowie in der Galerie Bonaparte in Paris und der Blomquist in Oslo. Aus nicht bekannten Gründen wurde 1937 in der Nazi-Aktion „Entartete Kunst“ aus der Württembergischen Staatsgalerie Stuttgart sein Gemälde Bildnis der Prinzessin W. (Öl auf Leinwand, 80,5 × 59,5 cm) beschlagnahmt. Sein Verbleib ist ungeklärt.
Von der Malerei alleine konnte er nicht leben, was ihn dazu veranlasste, freiberuflicher Fotograf zu sein. Auf dem Balkan und in Ostasien war Albrecht von Urach seit 1932 Auslandsberichterstatter von NS-Zeitungen, zuletzt arbeitete er als Korrespondent des Völkischen Beobachters in Rom. 1934 trat er in die NSDAP ein. 1934 lebte er in Venedig und fotografierte das erste nicht öffentlich bekannte Treffen zwischen Mussolini und Hitler, dem eine öffentliche Kundgebung an der Piazza San Marco folgte. In den Jahren 1936/37 lebte er in Tokio und berichtete er über den Chinesisch-Japanischen Krieg auf der Seite Japans. Über diese Zeit verfasste er zwei Bücher: „Ostasien – Kampf um das kommende Großreich“ und „Das Geheimnis japanischer Kraft“. Vom letztgenannten wurden über 800.000 Exemplare verkauft.
1938 wurde er von der NSDAP in die Presseabteilung geholt, wo er bis 1939 für Ostasien zuständig war und 1940 das Italien-Referat übernahm. Dort war er zuständig für die Koordination mit den italienischen Pressestellen. 1944 und 1945 war er an der Berner Botschaft Presseattaché.
Nach dem Krieg wurde Albrecht von Urach 1946 verhaftet, der Entnazifizierungsprozess endete 1948 ohne Haftstrafe. Danach arbeitete er als freier Journalist. 1953 wurde er Mitarbeiter in der Presseabteilung der Daimler-Benz AG, bei der sein Bruder Wilhelm Direktor war. Nach einem Schlaganfall 1967 ging er in den Ruhestand, er starb 1969.

## Familie
Albrecht von Urach war zweimal verheiratet und hatte drei Kinder. Seine erste Frau Rosemary Blackadder (1901–1975) heiratete er am 1. Juni 1931 in Oslo. Ihre gemeinsame Tochter Marie Gabriele (1932–1989) heiratete später Desmond Guinness (geb. 1931). Aus der zweiten Ehe mit Ute Waldschmidt (1922–1984) gingen der Sohn Peter (1944–1977) und die Tochter Manuela Maria verheiratete von Cube (* 8. August 1945; † 12. August 2017) hervor. Seine zweite Ehefrau war die Tochter seines Professors, Arnold Waldschmidt, an der Stuttgarter Akademie der Bildenden Künste und dessen Frau der Malerin Olga gen. Olly Waldschmidt.